# کریستوفر چاتاوی
کریستوفر چاتاوی (به انگلیسی: Christopher Chataway)‏ (۳۱ ژانویهٔ ۱۹۳۱ – ۱۹ ژانویهٔ ۲۰۱۴) سیاستمدار از حزب محافظه‌کار بریتانیا و قهرمان دو نیمه‌استقامت و همچنین گویندهٔ تلویزیون بریتانیا بود.
او برندهٔ جایزهٔ جایزه پناهندگان نانسن شده‌است.